# Secció de ciclisme del Sporting Clube de Portugal
La secció de ciclisme del Sporting Clube de Portugal és una de les diferents seccions que té aquest club portuguès. Actualment inactiva, va arribar tenir ciclistes professionals especialment entre 1965 i 1975 i entre 1984 i 1987. El club estava pensant a tornar a rellançar-la, però al 2016 va arribar amb un acord amb l'equip Tavira per copatrocinar l'equip.

## Corredor millor classificat en les Grans Voltes
| Any  | Giro d'Itàlia | Tour de França                    | Volta a Espanya              |
| ---- | ------------- | --------------------------------- | ---------------------------- |
| 1911 | -             | -                                 | -                            |
| 1912 |               |                                   |                              |
| 1913 |               |                                   |                              |
| 1914 |               |                                   |                              |
| 1915 |               |                                   |                              |
| 1916 |               |                                   |                              |
| 1917 |               |                                   |                              |
| 1918 |               |                                   |                              |
| 1919 |               |                                   |                              |
| 1920 |               |                                   |                              |
| 1921 |               |                                   |                              |
| 1922 |               |                                   |                              |
|      |               |                                   |                              |
| 1961 | -             | -                                 | -                            |
| 1962 | -             | -                                 | -                            |
| 1963 | -             | -                                 | -                            |
| 1964 | -             | -                                 | -                            |
| 1965 | -             | -                                 | -                            |
| 1966 | -             | -                                 | -                            |
| 1967 | -             | -                                 | -                            |
| 1968 | -             | -                                 | -                            |
| 1969 | -             | -                                 | -                            |
| 1970 | -             | -                                 | -                            |
| 1971 | -             | -                                 | -                            |
| 1972 | -             | -                                 | -                            |
| 1973 | -             | -                                 | -                            |
| 1974 | -             | -                                 | -                            |
| 1975 | -             | 15.º Joaquim Agostinho            | A                            |
| 1976 |               |                                   |                              |
| 1977 |               |                                   |                              |
| 1978 |               |                                   |                              |
| 1979 |               |                                   |                              |
| 1980 |               |                                   |                              |
| 1981 |               |                                   |                              |
| 1982 |               |                                   |                              |
| 1983 |               |                                   |                              |
| 1984 | -             | 77.º Marco Antonio Chagas Martins | -                            |
| 1985 | -             | -                                 | -                            |
| 1986 | -             | -                                 | -                            |
| 1987 | -             | -                                 | 64.º Jacinto Paulinho Coelho |
| 1988 |               |                                   |                              |
| 1989 |               |                                   |                              |
| 1990 |               |                                   |                              |
| 1991 |               |                                   |                              |
| 1992 |               |                                   |                              |
| 1993 |               |                                   |                              |
| 1994 |               |                                   |                              |
| 1995 |               |                                   |                              |
| 1996 |               |                                   |                              |
| 1997 |               |                                   |                              |
| 1998 |               |                                   |                              |
| 1999 |               |                                   |                              |
| 2000 |               |                                   |                              |
| 2001 |               |                                   |                              |
| 2002 |               |                                   |                              |
| 2003 |               |                                   |                              |
| 2004 |               |                                   |                              |
| 2005 |               |                                   |                              |
| 2006 |               |                                   |                              |
| 2007 |               |                                   |                              |
| 2008 |               |                                   |                              |
| 2009 | -             | -                                 | -                            |
| 2010 | -             | -                                 | -                            |

## Principals resultats
- Volta a Portugal: Alfredo Trindade (1933), José Albuquerque (1940), Francisco Inácio (1941), João Roque (1963), Joaquim Agostinho (1970, 1971, 1972), Marco Chagas (1985, 1986)
- Tour del Llemosí: Francis Campaner (1975)

### A les grans voltes
- Giro d'Itàlia
  - 0 participacions
- Tour de França
  - 2 participacions (1975, 1984)
  - 1 victòries d'etapa:
    - 1 el 1984: Paulo Ferreira

  - 0 classificació finals:
  - 0 classificacions secundàries:
- Volta a Espanya
  - 2 participacions (1975,[2] 1987)
  - 0 victòries d'etapa:
  - 0 classificació finals:
  - 0 classificacions secundàries: